# Bacchisa puncticollis
Bacchisa puncticollis là một loài bọ cánh cứng trong họ Cerambycidae.